# Vote au Concours Eurovision de la chanson
Le Concours Eurovision de la chanson est un événement annuel organisé par l’UER, l’Union européenne de radio-télévision. Il réunit les membres de l’Union dans le cadre d’une compétition musicale, diffusée en direct et en simultané par tous les diffuseurs participants. Le concours est retransmis à la télévision (par câble et satellite), la radio et sur Internet. L’événement comporte deux parties principales : la présentation des chansons en lice et le vote déterminant le vainqueur.
Le vote est souvent vu comme la partie la plus importante et la plus prenante du concours, au point de devenir un véritable rite annuel.

## Historique
La procédure de vote se déroule selon un schéma récurrent et des règles bien précises. Ces règles ont évolué au fur et à mesure des éditions du concours et des développements technologiques. Depuis 1956, huit systèmes de vote différents ont été employés pour déterminer la chanson gagnante.  
| Année(s)                    | Système de vote |
| --------------------------- | --- |
| 1956                        | Deux jurés par pays ; chaque juré attribue deux points à sa chanson préférée.                                                                       |
| 1957, 1958, 1959 1960, 1961 | Dix jurés par pays ; chaque juré attribue un point à sa chanson préférée.                                                                           |
| 1962                        | Chaque pays attribue 1, 2 et 3 points à ses trois chansons préférées.                                                                               |
| 1963                        | Chaque pays attribue 1, 2, 3, 4 et 5 points à ses cinq chansons préférées.                                                                          |
| 1964, 1965, 1966            | Chaque pays attribue 1, 3, 5 votes à ses trois chansons préférées, ou 3 et 6 votes à ses deux chansons préférées, ou 9 votes à sa chanson préférée. |
| 1967, 1968, 1969, 1970      | Dix jurés par pays ; chaque juré attribue un point à sa chanson préférée.                                                                           |
| 1971, 1972, 1973            | Deux jurés par pays ; chaque juré attribue entre 1 et 5 points à chaque chanson.                                                                    |
| 1974                        | Dix jurés par pays ; chaque juré attribue un point à sa chanson préférée.                                                                           |
| 1975 - 2015                 | Chaque pays attribue 1, 2, 3, 4, 5, 6, 7, 8, 10 et 12 points à ses dix chansons préférées.                                                          |
| 2016 - présent              | Les jurys et les téléspectateurs de chaque pays attribuent séparément 1, 2, 3, 4, 5, 6, 7, 8, 10 et 12 points à leurs dix chansons préférées.       |

### 1956
Un premier système de vote fut employé pour l’édition 1956 du concours. Il demeure exceptionnel à bien des égards. Chaque pays participant envoya sur place deux jurés, sauf le Luxembourg. L’UER permit à ce pays de se faire représenter par les jurés suisses. Chaque juré pouvait attribuer deux points à la chanson de sa préférence. Les jurés avaient le droit de voter pour une chanson de leur propre pays. Les résultats complets ne furent jamais rendus publics. Le président du jury se contenta d’annoncer le nom de la chanson victorieuse et de son interprète. Les bulletins de vote furent détruits immédiatement. Il n’y eut donc ni deuxième, ni dernière place.

### 1957-1961
Un deuxième système de vote fut introduit pour l'édition 1957, marquant le véritable point de départ de la procédure dans sa forme actuelle. Il fut décidé que la procédure deviendrait part intégrale du spectacle. Les jurys seraient désormais contactés par téléphone et donneraient leurs résultats oralement et en direct. Chaque jury se composait de dix personnes. Chaque juré attribuait un vote à la chanson qu'il estimait la meilleure. Durant la procédure, les votes furent affichés et additionnés au fur et à mesure sur un tableau d’affichage. Les résultats des votes furent annoncés selon l'ordre de passage des candidats. La présentatrice répéta à haute voix chaque vote. Une règle fondamentale du concours fut alors introduite: il fut interdit aux membres des jurys nationaux de voter pour leur propre pays. Conséquence directe de la publicité des résultats, l’Autriche fut le premier pays de l’histoire du concours à échouer à la dernière place.
Ce système demeura en place jusqu’en 1961 et ne connut qu’une modification. À partir de 1959, il fut interdit à des auteurs et des compositeurs professionnels de faire partie des jurys nationaux.

### 1962
Un troisième système de vote fut introduit en 1962. Les jurys se composaient toujours de dix personnes. Mais cette fois, chaque juré attribuait cinq votes aux trois chansons qu'il estimait les meilleures. Les votes des jurés étaient ensuite additionnés. Les trois chansons ayant obtenu le plus de points obtenaient un, deux et trois votes de la part du jury. Durant la procédure, les résultats furent annoncés dans l'ordre décroissant : 3, 2 puis 1 vote.
Conséquence directe de l’introduction de ce nouveau système, pour la toute première fois, quatre pays ne reçurent aucun vote et terminèrent dernier avec « nul point ». Il s'agit de l'Autriche, de la Belgique, de l'Espagne et des Pays-Bas.

### 1963
En 1963, un quatrième système de vote fut introduit. Les jurys se composaient désormais de vingt personnes. Chaque juré attribuait un, deux, trois, quatre et cinq votes aux cinq chansons qu'il estimait les meilleures. Les votes des jurés étaient ensuite additionnés. Les cinq chansons ayant obtenu le plus de votes obtenaient un, deux, trois, quatre et cinq votes de la part du jury. Durant la procédure, les résultats furent annoncés selon l'ordre de passage des candidats. Les porte-paroles nationaux devaient annoncer dans l'ordre : le numéro d'ordre de passage de la chanson, le nom du pays correspondant et finalement, les votes qui lui étaient attribués.

### 1964-1966
En 1964, pour la troisième année consécutive, un nouveau système de vote fut introduit, le cinquième. Les jurys se composaient de vingt personnes. Chaque juré disposait de trois votes. Il pouvait attribuer ceux-ci aux trois chansons qu'il estimait les meilleures. Il pouvait également les attribuer à une seule ou à deux chansons. Les votes des jurés étaient ensuite additionnés. Les trois chansons ayant obtenu le plus de points obtenaient un, trois et cinq votes de la part du jury. Si une seule chanson recevait tous les votes des jurés, elle obtenait neuf votes. Si deux chansons seulement se partageaient tous les votes des jurés, elles obtenaient trois et six votes. Durant la procédure, les résultats des votes furent annoncés oralement, selon l'ordre croissant des votes : un, trois puis cinq votes. Pour la toute première fois, l'UER délégua sur place un superviseur : Miroslav Vilcek. Il était chargé de surveiller le déroulement du vote et d'en contrôler les résultats. Il s'assit avec une assistante, sous le tableau de vote. C'est lui qui donna le signal de départ du vote. Pour la première fois de l'histoire du concours, les votes ne furent pas inscrits sur le tableau sous forme de chiffres, mais sous forme de flèches graduées.
Ce système demeura en place jusqu’en 1966 et ne connut qu’une modification. À partir de 1965, les jurys se composèrent de dix personnes seulement.
À partir de 1966, le tableau de vote indiquant les résultats sous forme de flèches graduées fut abandonné et les votes furent à nouveau indiqués sous forme de chiffres.

### 1967-1970
En 1967, l'UER décida d'en revenir au système de vote employé pour la dernière fois en 1961. Les jurys se composaient à nouveau de dix personnes. Chaque juré attribuait un vote à la chanson qu'il estimait la meilleure. Les votes des jurés étaient ensuite additionnés, chaque jury national attribuant finalement dix votes. Mais désormais, la moitié des membres de chaque jury devaient être âgés de moins de trente ans. Ce système demeura en place jusqu’en 1970.
En 1969, pour la première fois, le vote se termina sur un ex aequo. L’Espagne, la France, les Pays-Bas et le Royaume-Uni obtinrent chacun 18 votes. Cette possibilité n’ayant pas été envisagée par le règlement, ces quatre pays furent déclarés vainqueurs et il y eut donc quatre chansons gagnantes. Afin d'éviter à l'avenir ce cas de figure, l'UER adapta le règlement du concours. Désormais, si deux ou plusieurs chansons obtenaient le même nombre de votes, elles seraient chantées à nouveau. Les jurys des autres pays devraient alors revoter et choisir laquelle leur semblait la meilleure. En cas de nouvel ex aequo, les chansons concernées seraient toutes déclarées gagnantes.
En 1970, l'Autriche, la Finlande, la Norvège, le Portugal et la Suède décidèrent de se retirer du concours, mécontents du résultat de l'édition 1969 et du système de vote en usage. Cela poussa l’UER à modifier à nouveau les règles présidant au vote.

### 1971-1973
En 1971, un sixième système de vote fut donc introduit. Chaque pays envoya sur place deux jurés, l'un ayant entre 16 et 25 ans, l'autre ayant entre 25 et 55 ans. Pour chaque chanson, les deux jurés devaient attribuer entre un et cinq votes. Leurs votes devaient être donnés et consignés immédiatement après chaque présentation de chanson. Après l'entracte, les jurés confirmèrent visuellement (et non plus oralement) leurs votes, selon l'ordre de passage des pays participants. Le superviseur délégué sur place par l'UER répéta à chaque fois en anglais le nombre de votes attribués et le total des votes pour chaque pays. Ce fut la première fois depuis 1956 que les jurés furent présents dans la salle et qu’ils apparurent à l'écran.
Ce système demeura en place jusqu’en 1973, mais suscita immédiatement une nouvelle controverse. Certains jurés furent accusés d'attribuer systématiquement des notes médiocres aux autres pays, afin d'accroître les chances de victoire du leur. En outre, la lenteur et l'atonie de l'annonce des votes furent pointées du doigt.
En 1972 et 1973, les jurés ne siégèrent plus dans la salle, mais tinrent leurs délibérations dans un endroit distinct.

### 1974
En 1974, l’UER décida d’en revenir au système employé pour la dernière fois en 1970. Les jurys se composaient à nouveau de dix personnes. Chaque juré attribuait un vote à la chanson qu'il estimait la meilleure. Les votes des jurés étaient ensuite additionnés, chaque jury national attribuant finalement dix votes. Les différents jurys furent contactés par téléphone, selon un ordre déterminé par tirage au sort, une première dans l’histoire du concours .
Avant le début du vote, la présentatrice exposa deux autres règles. Premièrement, les jurys devaient tenir leurs délibérations, loin de tout poste de radio ou de télévision. Ils ne pouvaient ni voir le tableau de vote, ni entendre les résultats des autres jurys. Deuxièmement, si la communication avec un des jurys était perdue, celui-ci serait rappelé à la fin du vote. S'il était impossible de rétablir la communication à ce moment, les votes du jury concerné seraient considérés comme nuls et non avenus.

### 1975-2015
Un septième et dernier système de vote fut introduit en 1975. Les jurys étaient désormais composés de onze membres. Six devaient avoir entre 16 et 26 ans, cinq entre 26 et 55 ans. Chaque juré devait attribuer entre un et cinq points à chaque chanson (sauf évidemment celle de son pays). Il lui était interdit de s'abstenir. Le président du jury devait ensuite additionner les points des jurés et classer les chansons selon ces résultats. Les dix chansons préférées des jurés recevaient alors dans l'ordre ascendant 1, 2, 3, 4, 5, 6, 7, 8, 10 et 12 points de la part du jury. Les résultats furent énoncés oralement, selon l'ordre de passage des pays participants . La nouvelle procédure ainsi induite se révéla plus longue, mais plus juste et plus excitante dans son déroulement.
La note maximale possible, les « douze points », devinrent rapidement un élément constitutif majeur de l’identité du concours. Les premiers « douze points » de l'histoire du concours furent attribués en 1975, par les Pays-Bas au Luxembourg.
Ce système positionnel demeure celui toujours employé à l’heure actuelle, avec quelques adaptations. En 1980, un changement fut introduit dans la procédure de vote. Les points furent lus non plus dans l’ordre de passage des candidats, mais dans l’ordre ascendant, c’est-à-dire de un à douze.
En 1988, le nombre et la manière de voter des jurés furent modifiés. Désormais, chaque jury national comportait seize membres (et non plus onze). Et chaque juré devait attribuer à chaque chanson, une note allant de un à dix (et non plus de un à cinq). Pour la toute première fois, le tableau de vote ne fut plus physiquement présent sur scène, mais virtuellement généré par ordinateur.
En 1989, l'UER modifia la règle des ex aequo. Désormais, en cas d'ex aequo, la victoire serait attribuée au pays ayant remporté le plus de « douze points ». Si deux ou plusieurs pays avaient reçu en nombre égal la note maximale, ils seraient départagés par le décompte des « dix points », etc..
En 1994, pour la toute première fois, les jurys furent contactés par satellite, selon l'ordre de passage des pays participants. Les téléspectateurs purent par conséquent voir à l’écran, le visage des porte-paroles.
En 1997, dans cinq pays (l’Allemagne, l’Autriche, le Royaume-Uni, la Suède et la Suisse), le vote fut décidé par télévote. Les spectateurs purent voter par téléphone pour leurs chansons préférées. Leurs votes ainsi exprimés furent agrégés en 1, 2, 3, 4, 5, 6, 7, 8, 10 et 12 points. L’introduction partielle du télévote fut voulue par l’UER pour rajeunir l’image du concours et faire se rapprocher les chansons gagnantes des standards de la musique contemporaine.
En 1998, le télévote fut généralisé à l’ensemble des pays participants. Chacun de ces pays devaient malgré tout réunir un jury, composé de cinq professionnels et dont les points remplaceraient ceux du télévote, en cas de défaillance technique. En 2001, le télévote fut rendu obligatoire dans tous les pays participants. En 2002, les téléspectateurs purent, pour la toute première fois, voter par SMS.
En 2003, l'UER modifia la règle en matière d’ex aequo. Désormais, si deux ou plusieurs pays obtenaient le même score final, serait déclaré vainqueur, le pays ayant reçu des points du plus grand nombre de pays participants. En cas de nouvelle égalité, il serait alors procédé au décompte des « douze points », puis des « dix », etc.. Pour la toute première fois, le tableau de vote se présenta sous une forme dynamique. Les noms de pays y évoluaient sur deux colonnes, au fur et à mesure des résultats. Le pays en tête apparaissait en haut de la colonne de gauche et le pays en dernière position, en bas de la colonne de droite.
En 2005, l’UER instaura une nouvelle règle concernant le télévote. Désormais, un nombre déterminé de votes par téléphone devait être enregistré au niveau national pour que le télévote du pays concerné soit validé. En dessous de ce seuil, le télévote serait invalidé et les résultats, déterminés par le jury de substitution.
En 2006, pour la première fois depuis 1974, l’ordre de passage des pays durant la procédure de vote fut à nouveau déterminé par tirage au sort. En outre, la procédure connut son premier changement majeur depuis 1980. Afin d’en réduire la durée et la rendre plus dynamique, il fut décidé que les points de 1 à 7 s’afficheraient automatiquement sur le tableau de vote. Les porte-paroles, contactés par satellite, se contenteraient ensuite d’énoncer les trois résultats principaux : les « huit », « dix » et « douze points ».
En 2008, le nombre croissant de pays participants et la controverse sur les résultats de l’édition 2007, poussèrent l’UER à modifier les règles du concours. Les résultats des demi-finales seraient décidés selon une nouvelle clé de répartition, mêlant votes du public et votes des jurys de substitution. Le public continuerait de voter (par téléphone et SMS), lors du direct et les jurys, lors de la dernière répétition générale. Les neuf chansons arrivées en tête du vote du public, se qualifieraient automatiquement pour la finale. La dixième chanson serait décidée par les jurys : il s’agirait de celle la plus haut placée dans leur classement et qui n’aurait pas été qualifiée par le vote du public.
En 2009, à la suite des controverses des deux années précédentes sur le système de vote et ses résultats, l'UER décida de réintroduire un vote de jurys professionnels en finale. Désormais, chaque pays devrait établir deux classements : le premier selon les votes des téléspectateurs ; le second selon les votes d'un jury de cinq spécialistes. Les deux classements seraient ensuite additionnés, en prenant comme base les places obtenues par chaque chanson. La moyenne des classements respectifs donnerait les résultats finaux du pays. En cas d'égalité entre deux chansons dans les résultats finaux, le classement des téléspectateurs l'emporterait sur celui du jury. La clé de répartition des votes pour les demi-finales demeurerait inchangée.
En 2010, l’UER décida d’harmoniser le système de vote entre la finale et les demi-finales. Le système employé l’année précédente pour la finale fut ainsi étendu à ces dernières. Pour la toute première fois, les téléspectateurs purent voter pour leurs chansons favorites dès le début de la retransmission, et non plus après que tous les concurrents sont passés sur scène.
À partir de 2011, l’ordre de passage des pays durant la procédure de vote fut déterminé non plus par tirage au sort, mais selon un algorithme informatique, qui permettait d’accroître le suspense.
Voici les 10 pays ayant reçu le plus grand nombre de points en finale entre 1975 et 2015 :
| Rang | Pays        | Points |
| ---- | ----------- | ------ |
| 1    | Suède       | 3774   |
| 2    | Royaume-Uni | 3221   |
| 3    | Irlande     | 2943   |
| 4    | Grèce       | 2733   |
| 5    | Allemagne   | 2678   |
| 6    | France      | 2597   |
| 7    | Norvège     | 2536   |
| 8    | Russie      | 2465   |
| 9    | Danemark    | 2320   |
| 10   | Israël      | 2227   |

### 2016-présent
En 2016, l'UER décida que les points attribués par les jurys professionnels et les téléspectateurs ne seraient plus combinés pour déterminer le classement final de chaque pays, mais seraient comptabilisés séparément. Les points des jurys seraient annoncés individuellement pour chaque pays. Les points des téléspectateurs seraient additionnés et annoncés dans l'ordre ascendant des bénéficiaires, en débutant par le pays ayant reçu le moins de points et en concluant par celui en ayant reçu le plus.
En 2019, néanmoins, l'annonce des résultats du télévote changea et n'étaient plus annoncés dans l'ordre croissant mais en commençant par le pays ayant reçu le moins de points des jurys internationaux en remontant la liste jusqu'au premier pour ainsi accroître le suspense des derniers résultats donnés.
Voici les 10 pays ayant reçu le plus grand nombre de points en finale depuis la mise en place du nouveau système entre 2016 et 2024 :
| Rang | Pays      | Points |
| ---- | --------- | ------ |
| 1    | Italie    | 2648   |
| 2    | Suède     | 2517   |
| 3    | Ukraine   | 2391   |
| 4    | France    | 1735   |
| 5    | Israël    | 1568   |
| 6    | Suisse    | 1557   |
| 7    | Portugal  | 1368   |
| 8    | Australie | 1343   |
| 9    | Bulgarie  | 1258   |
| 10   | Norvège   | 1174   |

Voici les 10 pays ayant reçu le plus grand nombre de points en finale de la part des jurys professionnels entre 2016 et 2024 :
| Rang | Pays      | Points |
| ---- | --------- | ------ |
| 1    | Suède     | 1603   |
| 2    | Italie    | 1468   |
| 3    | Australie | 987    |
| 4    | Suisse    | 923    |
| 5    | France    | 903    |
| 6    | Portugal  | 882    |
| 7    | Ukraine   | 723    |
| 8    | Pays-Bas  | 715    |
| 9    | Israël    | 672    |
| 10   | Bulgarie  | 645    |

Voici les 10 pays ayant reçu le plus grand nombre de points en finale de la part des télespectateurs entre 2016 et 2024 :
| Rang | Pays     | Points |
| ---- | -------- | ------ |
| 1    | Ukraine  | 1668   |
| 2    | Italie   | 1450   |
| 3    | Suède    | 914    |
| 4    | Israël   | 896    |
| 5    | France   | 832    |
| 6    | Norvège  | 830    |
| 7    | Moldavie | 756    |
| 8    | Russie   | 705    |
| 9    | Finlande | 674    |
| 10   | Bulgarie | 613    |

## Modalités actuelles
Les modalités actuelles du vote sont fixées de façon précise par le règlement du concours. Ce règlement a été rédigé et visé par les autorités responsables de l’UER.

### Jury national et télévote
Tous les diffuseurs participants doivent réunir un jury national. Ce jury est composé de cinq membres, ce compris un président. Les membres du jury doivent avoir une profession en lien avec l’industrie de la musique et être choisis de manière équilibrée, afin d’assurer une certaine représentativité, en termes de sexe, d’âge et d’origine. Ils doivent tous posséder la nationalité du pays qu’ils représentent. Aucun d’entre eux ne peut être employé par le diffuseur participant et ne peut avoir de lien d’aucune sorte avec une chanson ou un artiste en lice. Tous doivent voter en toute indépendance et impartialité. Les membres du jury se réunissent dans leur pays lors des deuxièmes répétitions générales. Ils doivent alors regarder ensemble la retransmission en direct pour déterminer leur vote.
Tous les diffuseurs participants doivent en outre permettre aux téléspectateurs de leur pays de participer au vote et à l'élection de la chanson gagnante. Ni les jurys nationaux, ni les téléspectateurs ne peuvent voter pour la chanson représentant leur propre pays .
Les résultats du vote des téléspectateurs et ceux du jury doivent être convertis en un classement de toutes les chansons présentées. Les dix chansons arrivées en tête des deux classements reçoivent dans l'ordre ascendant de préférence : 1, 2, 3, 4, 5, 6, 7, 8, 10 et 12 points.
Les services permanents de l'UER valident ces résultats selon les informations que leur transmet leur partenaire commercial pour le télévote .

### Demi-finales
Lors des demi-finales, les dix chansons ayant reçu les dix meilleurs résultats se qualifient pour la finale. Les résultats sont annoncés après que toutes les chansons ont été présentées et à l’issue d’un entracte. Les noms des pays qualifiés sont annoncés par les présentateurs. Ceux-ci procèdent à l’ouverture de dix enveloppes virtuelles, d’où sortent les noms et drapeaux des pays qualifiés. Les pays non qualifiés conservent leur droit de vote en finale. Les résultats complets des votes sont publiés, après la fin de la finale, sur le site officiel du concours www.eurovision.tv .

### Finale
Lors de la finale, les résultats sont annoncés après que toutes les chansons ont été présentées et à l’issue d’un entracte. Les points des jurys professionnels sont successivement annoncés par les porte-paroles des diffuseurs participants. Les points des téléspectateurs sont annoncés séparément par les présentateurs.
Les points attribués sont affichés sur un tableau virtuel dynamique. Les noms des pays y sont ordonnés en deux colonnes, selon le nombre de points reçus. Le pays en tête apparait en haut de la colonne de gauche ; la lanterne rouge, en bas de la colonne de droite. Les points de un à dix sont attribués automatiquement. Les porte-paroles annoncent l'attribution des « douze points », en s'exprimant clairement et distinctement, soit en anglais, soit en français. Les présentateurs annoncent ensuite les votes combinés des téléspectateurs dans l'ordre ascendant, en partant du pays ayant reçu le moins de points à celui en ayant reçu le plus.
Le gagnant du concours est la chanson qui, à la fin de l'annonce des résultats, a obtenu le plus haut score des votes combinés. Les présentateurs annoncent alors officiellement le nom du pays vainqueur. La finale se conclut par la remise du trophée aux auteurs, compositeurs et interprètes de la chanson gagnante, ainsi qu'aux représentants du diffuseur participant victorieux ; puis, par la reprise de la chanson gagnante .
Les résultats complets des votes sont publiés, après la fin de la finale, sur le site officiel du concours www.eurovision.tv .

### Ex aequo
En cas d’ex aequo pour la première place en finale, la chanson ayant reçu des points du plus grand nombre de pays participants, l’emporte. En cas de nouvel ex aequo, il est procédé au décompte des « douze points ». La chanson en ayant remporté le plus grand nombre, l’emporte. En cas de nouvel ex aequo, il est procédé au décompte des « dix points », etc., jusqu’à résolution du cas. Si malgré toutes ces procédures, l’ex aequo demeure, la chanson présentée la première durant la soirée, l’emporte .

## Suspense
Il est arrivé à de nombreuses reprises dans l'histoire du concours que la procédure de vote délivre un intense suspense.
En 1968, le vote vit tout d'abord la France mener en tête, avant d'être dépassée à la mi-temps par le Royaume-Uni, sous les vivats du public. Mais l'Espagne rattrapa progressivement son retard et remporta la victoire, à la suite d'un dénouement surprenant. L’avant-dernier jury, le jury allemand, attribua en effet deux votes au Royaume-Uni et six à l’Espagne. L'Espagne totalisa alors 29 votes et le Royaume-Uni, 28. Mais le dernier jury, le jury yougoslave, n’attribua aucun point à ces deux pays. Il y eut des cris de surprise dans la salle. À cet instant, Clifford Brown pria Katie Boyle de rappeler le jury yougoslave qui avait attribué un vote surnuméraire. Après une communication confuse avec Skopje, les résultats furent validés par le superviseur et l'Espagne proclamée vainqueur. La reprise de la chanson reçut un accueil réservé du public de l’Albert Hall et certains spectateurs quittèrent la salle avant la fin de la retransmission.
En 1969, jusqu'à l'antépénultième jury, le vote vit le Royaume-Uni et la France se disputer la première place. Le jury français attribua alors 6 votes aux Pays-Bas et le jury portugais, 2 votes à l'Espagne et à la France. Ces trois pays affichèrent 18 votes chacun et le Royaume-Uni, 17. Le résultat final sembla dépendre du dernier jury, le jury finlandais. Mais celui-ci attribua 1 vote au Royaume-Uni et le reste, à l'Irlande, la Suède et la Suisse. Le tableau afficha un ex aequo de 18 points, sous les cris et les applaudissements prolongés du public espagnol dans la salle. La présentatrice, Laurita Valenzuela, se tourna vers le superviseur, Clifford Brown, qui lui confirma : « Il y a en effet quatre gagnants cette année, quatre ex aequo.» S'ensuivit un dialogue en français, entre eux :

– Laurita Valenzuela : Mr. Brown ? Qu'est-ce que je fais avec le prix ?

– Clifford Brown : Vous devez le donner aux quatre gagnants !

– L.V. : Est-ce que vous pouvez répéter ? Répétez, s'il-vous-plaît !

– C.B. : Il faut simplement donner aux quatre, car il y a quatre gagnants.

– L.V. : Quatre gagnants ? Donc, j'appelle les quatre gagnants ?

– C.B. : Oui !

– L.V. : Bon, merci.
En 1979, après un flottement initial, Israël prit la tête du vote, mais à la mi-temps, fut rattrapé, puis dépassé par l’Espagne. Après l’attribution des points de l’avant-dernier jury, l’Espagne était à 116 points et Israël, à 115. Le dénouement survint lorsque le dernier jury, le jury espagnol, attribua « dix points » à Israël, sous les cris et les applaudissements du public. Ce fut la première fois dans l’histoire du concours qu’un pays provoqua sa propre défaite et ce fut également la première fois qu’un pays en deuxième position à la fin du vote, remporta la victoire grâce à la dernière attribution de points. Cela donna lieu à une rumeur tenace : le jury espagnol aurait attribué « dix points » à Israël, afin que l’Espagne ne doive pas organiser le concours l’année suivante.
En 1981, cinq pays menèrent successivement le vote : l'Allemagne, la France, l'Irlande, le Royaume-Uni et la Suisse. Après le vote du jury chypriote, l'antépénultième, l'Allemagne, le Royaume-Uni et la Suisse se retrouvèrent à égalité avec 120 points. Après le vote du jury suisse, le pénultième, l'Allemagne et la Suisse demeurèrent à 120 points, le Royaume-Uni passant à 128. Ce fut le vote du dernier jury, le jury suédois, qui apporta le dénouement ultime, en attribuant un point à la Suisse, huit au Royaume-Uni et douze à l'Allemagne.
En 1988, après le vote du cinquième jury, le jury turc, la Suisse s'empara de la tête. Mais, à la mi-temps, les jurys autrichiens et danois ne lui attribuèrent aucun point, ce qui permit au Royaume-Uni de lui ravir la première place. La légère avance du Royaume-Uni fut cependant réduite à néant lorsque l'avant-dernier jury, le jury portugais, attribua ses « douze points » à la Suisse, sous les cris et les applaudissements du public dans la salle. Le Royaume-Uni affichait dès lors 136 points et la Suisse, 131. Le dénouement dépendit donc entièrement du jury yougoslave, réuni cette année-là à Ljubljana. Ce fut Pat Kenny qui appela la porte-parole yougoslave, Miša Molk. Après l'attribution des cinq premiers points, Miša Molk annonça soudain : « Switzerland, six points ». Le public poussa un cri de surprise. La Suisse était désormais en tête, à 137 points, mais avec un point de plus seulement que le Royaume-Uni et alors que quatre scores devaient encore être attribués. Miša Molk poursuivit son décompte : « Netherlands, seven points. Germany, eight points. » Lorsqu'elle prononça : « Norway, ten points », le public poussa à nouveau un grand cri. La victoire allait être déterminée par le dernier vote du dernier jury. C'est alors que Miša Molk annonça : « And finally, France... », créant un ultime rebondissement et offrant la victoire à la Suisse. Le restant de sa phrase fut couvert par les hurlements et les vivats du public. La caméra montra la délégation suisse bondissant de joie et Céline Dion en pleurs. Pat Kenny dut demander le silence à tous, puis à Miša Molk de répéter l'attribution des « douze points » yougoslaves, pour la légalité de la procédure.
En 1993, durant la première moitié du vote, l’Irlande, la Norvège, la Suisse et le Royaume-Uni se disputèrent la tête. Lorsque le jury irlandais attribua ses « douze points » au Royaume-Uni, ce dernier parvint à prendre de l’avance sur ses concurrents, mais fut vite rattrapé par l’Irlande. Après le vote du jury norvégien, l’Irlande affichait 175 points et le Royaume-Uni, 164. Fionnuala Sweeney rappela alors le jury maltais. Après que son porte-parole eut énoncé les sept premiers résultats, la situation demeura inchangée. Le public poussa un premier cri lorsque les « huit points » allèrent à l’Espagne, puis un second, lorsque les « dix points » furent attribués au Luxembourg. La victoire allait à nouveau être déterminée par l’ultime vote de la procédure. Ce fut finalement l’Irlande qui reçut les « douze points » de Malte et remporta le concours. Le public se leva pour applaudir longuement.
En 1998, durant les trois premiers quarts de la procédure, six pays se disputèrent la première place de façon fort serrée : la Belgique, la Croatie, Israël, Malte, les Pays-Bas et le Royaume-Uni. Ce ne fut qu’après le vote suédois, le dix-neuvième, qu’Israël et Malte se détachèrent plus nettement. Mais après le vote turc, l’avant-dernier, les deux pays se retrouvèrent ex aequo avec 166 points. Le résultat final dépendit donc entièrement du vote macédonien. Le public cria à quatre reprises : lorsque la porte-parole macédonienne attribua « six points » à la Belgique, « sept points » à l’Irlande, « huit points » à Israël (ce qui poussa certains commentateurs, dont Terry Wogan, à croire que Malte allait remporter la victoire) et « dix points » au Royaume-Uni. Puis, à la surprise générale, la porte-parole macédonienne annonça : « And finally, twelve points from Macedonia goes to… Croatia ! » Les téléspectateurs macédoniens n’avaient en réalité attribué aucun point à Malte, ce qui permit à Israël de remporter le concours sur le fil.
En 2003, le vote débuta par un certain flottement. Mais après le huitième vote, le vote croate, trois pays émergèrent : la Belgique, la Russie et la Turquie. La suite ne fut plus qu’un long et intense suspense, ces trois pays se disputant la tête du classement. Après l’avant-dernier vote, le vote suédois, la Belgique était à 162 points, la Turquie à 157 et la Russie à 152. Ce fut le dernier vote, le vote slovène, qui s’avéra décisif, le pays attribuant « trois points » à la Belgique, « dix points » à la Turquie et « douze points » à la Russie. Les trois pays terminèrent alors le vote, à peine séparés par trois points : la Turquie à 167, la Belgique à 165 et la Russie à 164.
En 2016, avec le nouveau système de vote, l'Australie termine première des jurys avec 320 points, suivi de l'Ukraine avec 211 points. La Russie, grande favorite, n'est que 5ème avec 130 points. Ce classement sera très critiqué comme vote politique contre la politique de Poutine. Lors du télévote, l'Australie 4ème reçoit 191 points et s'arrête à 511 points. La Pologne, troisième, reçoit 222 et rattrape ainsi 17 places de départ. L'Ukraine reçoit 323 et prend la tête avec 534. Le monde attend le nombre de points reçus par la Russie, savoir si elle dépasse l'Ukraine, ce qui ne se fit pas avec un écart de 43 points.
En 2017, le vote du jury laisse deux leaders bien en place : le Portugal avec 382 points et la Bulgarie, avec 278 points. Lors du décompte du télévote, les deux restent encore en jeu. Il faut à la Bulgarie être le second appelé  (donc le premier) et avoir un écart d'au moins 103 points (le Portugal ayant reçu 18 "douze points" contre uniquement 4 pour la Bulgarie). Le présentateur Oleksandr Skichko annonce que le second reçoit 337 points alors que le public crie "Portugal!Portugal!". Il appelle la Bulgarie qui passe devant avec 615 points. Alors se présente un moment de flottement et de festivité de la délégation bulgare avant que les présentateurs rappellent que la première place n'a toujours pas été attribué. Le Portugal regagne la place et le concours en remportant le vote du jury et du télévote.

## Nul point
Le système de vote actuel prévoit que chaque pays participant attribue un total de 116 points. Le nombre total de points à répartir entre les 26 pays finalistes s'élève donc à 3016. La probabilité pour un pays de ne recevoir aucun point est ainsi théoriquement faible.
Depuis 1956, pas moins de 39 chansons ont terminé dernières avec un score nul. 38 de ces zéros pointés ont été causés par d'anciens systèmes de vote ; un autre, par le système actuel, dont l'un des objectifs était justement d'empêcher cette éventualité.
Cette circonstance a fini par donner naissance à une expression emblématique du concours : le « nul point », qui désigne toute chanson terminant à la dernière place sans recevoir aucun point. Les présentateurs et les porte-paroles ne la prononçant jamais textuellement, elle doit être considérée comme apocryphe et sa graphie demeure sujette à variante : nul points, nil points, null points, etc.
L'Autriche, la Norvège, et la Suisse détiennent le record conjoint de nul point, l'ayant obtenu à quatre reprises.
Depuis l'instauration du nouveau système de vote en 2016, un seul pays a obtenu un nul point à la fois des jurys et du public : le Royaume-Uni, lors du Concours Eurovision de la chanson 2021.
La France demeure le seul pays fondateur du concours et le seul des « Big Five » à n’avoir jamais obtenu de nul point.
| Année | Pays        | Artiste(s)                   | Chanson                                   | Traduction française                   | Place (en finale) | Place (en demi-finale) |
| ----- | ----------- | ---------------------------- | ----------------------------------------- | -------------------------------------- | ----------------- | ---------------------- |
| 1962  | Autriche    | Eleonore Schwarz             | Nur in der Wiener Luft                    | Seulement dans l’air de Vienne         | 13                |                        |
| 1962  | Belgique    | Fud Leclerc                  | Ton nom                                   | -                                      | 13                |                        |
| 1962  | Espagne     | Víctor Balaguer              | Llamame                                   | Appelle-moi                            | 13                |                        |
| 1962  | Pays-Bas    | De Spelbrekers               | Katinka                                   | -                                      | 13                |                        |
| 1963  | Finlande    | Laila Halme                  | Muistojeni laulu                          | La Chanson de mes souvenirs            | 13                |                        |
| 1963  | Norvège     | Anita Thallaug               | Solhverv                                  | Solstice                               | 13                |                        |
| 1963  | Pays-Bas    | Annie Palmen                 | Een speeldoos                             | Une boîte à musique                    | 13                |                        |
| 1963  | Suède       | Monica Zetterlund            | En gång i Stockholm                       | Une fois à Stockholm                   | 13                |                        |
| 1964  | Allemagne   | Nora Nova                    | Man gewöhnt sich so schnell an das Schöne | On s’habitue si vite aux jolies choses | 13                |                        |
| 1964  | Portugal    | António Calvário             | Oração                                    | Prière                                 | 13                |                        |
| 1964  | Suisse      | Anita Traversi               | I miei pensieri                           | Mes pensées                            | 13                |                        |
| 1964  | Yougoslavie | Sabahudin Kurt               | Život je sklopio krug                     | La vie forme une boucle                | 13                |                        |
| 1965  | Allemagne   | Ulla Wiesner                 | Paradies, wo bist du?                     | Paradis, où es-tu ?                    | 15                |                        |
| 1965  | Belgique    | Lize Marke                   | Als het weer lente is                     | Lorsque c’est à nouveau le printemps   | 15                |                        |
| 1965  | Espagne     | Conchita Bautista            | Qué bueno, qué bueno                      | Que c’est bon, que c’est bon           | 15                |                        |
| 1965  | Finlande    | Viktor Klimenko              | Aurinko laskee länteen                    | Le soleil se couche à l’ouest          | 15                |                        |
| 1966  | Italie      | Domenico Modugno             | Dio, come ti amo                          | Dieu, que je t’aime                    | 17                |                        |
| 1966  | Monaco      | Tereza                       | Bien plus fort                            | -                                      | 17                |                        |
| 1967  | Suisse      | Géraldine                    | Quel cœur vas-tu briser ?                 | -                                      | 17                |                        |
| 1970  | Luxembourg  | David Alexandre Winter       | Je suis tombé du ciel                     | -                                      | 12                |                        |
| 1978  | Norvège     | Jahn Teigen                  | Mil etter mil                             | Mile après mile                        | 20                |                        |
| 1981  | Norvège     | Finn Kalvik                  | Aldri i livet                             | Jamais dans ma vie                     | 20                |                        |
| 1982  | Finlande    | Kojo                         | Nuku pommiin                              | Continue à dormir                      | 18                |                        |
| 1983  | Espagne     | Remedios Amaya               | ¿ Quien maneja mi barca ?                 | Qui navigue mon bateau ?               | 19                |                        |
| 1983  | Turquie     | Çetin Alp et The Short Waves | Opera                                     | Opéra                                  | 19                |                        |
| 1987  | Turquie     | Seyyal Taner et Lokomotif    | Şarkım sëvgi üstüne                       | Ma chanson parle d’amour               | 22                |                        |
| 1988  | Autriche    | Wilfried                     | Lisa Mona Lisa                            | -                                      | 21                |                        |
| 1989  | Islande     | Daníel                       | Það sem enginn sér                        | Ce que nul ne voit                     | 20                |                        |
| 1991  | Autriche    | Thomas Forstner              | Venedig im Regen                          | Venise sous la pluie                   | 22                |                        |
| 1994  | Lituanie    | Ovidijus Vyšniauskas         | Lopsine mylimai                           | Berceuse pour ma bien-aimée            | 25                |                        |
| 1997  | Norvège     | Tor Endresen                 | San Francisco                             | -                                      | 24                |                        |
| 1997  | Portugal    | Célia Lawson                 | Antes dos adeus                           | Avant les adieux                       | 24                |                        |
| 1998  | Suisse      | Gunvor                       | Lass’inh                                  | Laisse-le                              | 25                |                        |
| 2003  | Royaume-Uni | Jemini                       | Cry baby                                  | Pleure bébé                            | 26                |                        |
| 2004  | Suisse      | Piero et The Music Stars     | Celebrate!                                | Célébrons !                            |                   | 22                     |
| 2009  | Tchéquie    | Gipsy.cz                     | Aven Romale                               | Venez les Roms                         | 18                |                        |
| 2015  | Autriche    | The Makemakes                | I Am Yours                                | Je suis à toi                          | 26                |                        |
| 2015  | Allemagne   | Ann Sophie                   | Black Smoke                               | Fumée noire                            | 27                |                        |
| 2021  | Royaume-Uni | James Newman                 | Embers                                    | Braises                                | 26                |                        |

## Controverses
Dès ses débuts, le Concours Eurovision de la chanson a transcendé sa nature de simple compétition musicale. Ses créateurs l’avaient pourtant imaginé comme un divertissement léger et rassembleur. Mais il a pris une signification plus profonde et revêtu des enjeux symboliques dépassant le spectre culturel. La qualité intrinsèque des chansons s’est vue imbriquée à des considérations extérieures, d’ordre géopolitique. Le concours est ainsi devenu une des matrices du concept d’Europe, révélant la vision qu’en ont les pays participants.
Le concours repose en effet sur un format stato-centré, les diffuseurs et les artistes participant sous le nom et la bannière d’un état donné. Il en devient une compétition de nations où les spectateurs supportent des pays. L’aspect politique éclipse ainsi parfois l’aspect musical. Et de tous les moments, c’est le vote qui cristallise le plus ce phénomène. Le public et les commentateurs l’envisagent toujours comme le moment le plus important et tiennent pour acquis, des échanges de votes entre pays vus comme amis et une ignorance réciproque de pays vus comme ennemis. Le concours incarne finalement un moment particulier des relations internationales, durant lequel les pays peuvent exprimer un jugement de valeur les uns sur les autres, en dehors de contraintes politiques ou économiques.
Cette particularité du concours n’a cessé de susciter polémiques et controverses. À deux reprises au moins, les médias et les opinions publiques s’enflammèrent si vivement que l’UER dut se saisir de la problématique et modifier le règlement du concours. En 2007, les résultats de la demi-finale et de la finale furent durement critiqués par certains médias des pays d’Europe de l’Ouest. Ils dénoncèrent tout d’abord la qualification, à l’issue de la demi-finale, de dix pays d’Europe de l’Est et l’élimination de tous les pays d’Europe de l’Ouest. Ensuite, ils remirent en cause le système de vote employé, les votes géographiques et partisans, ainsi que l’injustice des résultats de la finale. La polémique enfla au point d’être évoquée au Parlement britannique. D’autres médias d’Europe de l’Ouest dénoncèrent ce procès d’intention et estimèrent ces réactions, insensées et chauvines. Selon eux, la victoire de la Serbie, cette année-là, était amplement méritée et les dix pays qualifiés avaient simplement présenté de meilleures chansons. De son côté, l’UER réfuta toute partialité dans le vote, qui ne reflétait que la qualité des chansons. L’Union fit ensuite publier une étude statistique : les résultats de la finale auraient été sensiblement identiques si seuls les pays d’Europe de l’Ouest avaient voté. Et le vainqueur aurait été le même. En 2008, les résultats du concours suscitèrent à nouveau la controverse dans les médias des pays d’Europe de l’Ouest. Comme l’année précédente, l’UER commanda à la compagnie Digame, une nouvelle étude statistique des votes. Il apparut qu’aucun vote, ni aucune manipulation n’avait eu lieu. En outre, la victoire de la Russie demeurait incontestable. Le pays avait certes bénéficié en partie de votes géographiques, mais aurait tout de même remporté le concours, si seuls les pays d’Europe de l’Ouest avaient voté. La conclusion de l’étude soulignait que le facteur déterminant était encore de recevoir des points du plus grand nombre possible de pays. Ainsi, la Russie avait obtenu des points de 38  participants sur les 42. La conséquence de ces polémiques à répétition fut la réintroduction, en 2009, d’un vote de jurys professionnels, à concurrence égale du vote du public, afin de réduire l'impact des votes partisans.

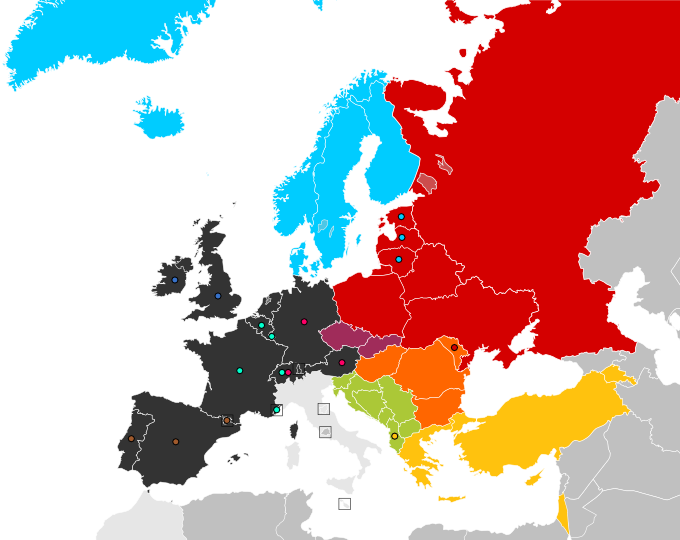
Répartition géographique des blocs de pays au Concours Eurovision de la chanson

La question du biais des votes du public a fait l’objet de nombreuses études. Toutes ont prouvé l’existence de blocs de pays, au sein desquels les votes sont échangés de manière réciproque et répétée. Le bloc peut être, en ce sens, défini comme un ensemble particulier de pays, géographiquement, politiquement et culturellement proches. Chaque pays constituant le bloc attribue aux autres membres un nombre moyen de points, égal à celui qu’il reçoit des autres membres. Trois blocs principaux ont jusqu’à présent mis en évidence :
- celui des pays nordiques (Danemark, Finlande, Islande, Norvège, Suède) ;
- celui des anciennes républiques yougoslaves (Bosnie-Herzégovine, Croatie, Macédoine du Nord, Monténégro, Serbie, Slovénie) ;
- celui des anciennes républiques soviétiques (Biélorussie, Russie, Ukraine).

À cela, il convient d’ajouter certains couples de pays, fonctionnant à la manière d’un bloc. Le plus marquant sur le plan statistique demeure celui formé par Chypre et la Grèce. 
En conclusion, le concours et sa procédure de vote présentent une double dimension. Premièrement, celle d'opinions publiques nationales, se rencontrant, se confrontant et s'exprimant librement sur un sujet musical. Dans cette perspective, la chanson gagnante demeure malgré tout le point de convergence du plus grand nombre. Deuxièmement, celle d'un réseau de pays aux interactions complexes, tributaire du poids de l'histoire et de la géographie. Dans cette perspective, le classement final demeure biaisé par des opinions sociologiques divergentes. Ces deux dimensions sont inextricablement liées et sujettes à polémique, mais font du concours un objet unique sur la scène internationale.